# Hypnodendron microstictum
Hypnodendron microstictum är en bladmossart som beskrevs av Mitten, Georg Friedrich von Jaeger och Sauerbeck 1880. Hypnodendron microstictum ingår i släktet Hypnodendron och familjen Hypnodendraceae. Inga underarter finns listade i Catalogue of Life.